# 사모 (슬라브족의 왕)

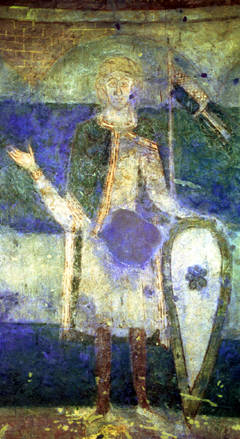
사모

사모(Samo, 생년 미상 ~ 658년)는 슬라브족에 의해 건국되어 실레시아와 오늘날의 슬로베니아 지역까지 세력권을 형성한 사모 왕국의 왕으로, 623년부터 658년 사망할 때까지 왕위에 올랐다.
당시 시대상을 기록한 유일한 문헌인 《프레데가르의 연대기》에 의하면, 사모는 프랑크족 출신의 상인으로 아바르족의 침략에 대비하기 위해 당시 흩어져 있던 슬라브족을 하나로 통합한 뒤 여러 전투에서 용맹함과 통솔력을 보이며 '슬라브족의 왕'으로 추대되었다. 이후 631년 보가스티스부르크 전투에서 프랑크 왕국으로부터 자신의 왕국을 지켜내는 데 성공하기도 했다.

## 같이 보기
- 소르브인